# Gjivai Zechiël
Gijvai Zechiël (Rotterdam, 1º giugno 2004) è un calciatore olandese, centrocampista dell'Utrecht, in prestito dal Feyenoord.

## Carriera
Zechiël è cresciuto nel settore giovanile del Feyenoord, con cui ha firmato il primo contratto professionistico nell'aprile del 2022. Ha debuttato in prima squadra il 27 agosto 2023 nell'incontro di Eredivisie vinto 6-1 contro l'Almere City.

## Statistiche

### Presenze e reti nei club
Statistiche aggiornate al 31 dicembre 2024.
| Stagione        | Squadra         | Campionato      | Campionato | Campionato | Coppe nazionali | Coppe nazionali | Coppe nazionali | Coppe continentali | Coppe continentali | Coppe continentali | Altre coppe | Altre coppe | Altre coppe | Totale | Totale | Totale |
| Stagione        | Squadra         | Comp            | Pres       | Reti       | Comp            | Pres            | Reti            | Comp               | Pres               | Reti               | Comp        | Pres        | Reti        | Pres   | Reti   |        |
| --------------- | --------------- | --------------- | ---------- | ---------- | --------------- | --------------- | --------------- | ------------------ | ------------------ | ------------------ | ----------- | ----------- | ----------- | ------ | ------ | ------ |
| 2023-2024       | Feyenoord       | ED              | 2          | 0          | CO              | 0               | 0               | UCL+UEL            | 0                  | 0                  | SO          | 0           | 0           | 2      | 0      |        |
| 2024-2025       | Feyenoord       | ED              | 9          | 0          | CO              | 2               | 0               | UCL                | 2                  | 0                  | SO          | 1           | 0           | 14     | 0      |        |
| Totale carriera | Totale carriera | Totale carriera | 11         | 0          |                 | 2               | 0               |                    | 2                  | 0                  |             | 1           | 0           | 16     | 0      |        |

## Palmarès

### Club

#### Competizioni nazionali
- Coppa dei Paesi Bassi: 1

Feyenoord: 2023-2024
- Supercoppa dei Paesi Bassi: 1

Feyenoord: 2024